# Cyclosa imias
Cyclosa imias Levi, 1999 è un ragno appartenente alla famiglia Araneidae.

## Etimologia
Il nome della specie deriva dal comune cubano di Imías, nel cui territorio sono stati rinvenuti gli esemplari

## Caratteristiche
L'olotipo femminile ha dimensioni: cefalotorace lungo 1,17mm, largo 0,84mm; opistosoma lungo 2,63mm.

## Distribuzione
La specie è stata reperita nella propaggine meridionale dell'isola di Cuba: nei monti a nord di Imías, nella provincia di Guantánamo.

## Tassonomia
Al 2013 non sono note sottospecie e dal 1999 non sono stati esaminati nuovi esemplari.